# مأساة الحلاج
مأساة الحلاج مسرحية شعرية من تأليف الشاعر المصري صلاح عبد الصبور، تناول فيها شخصية المنصور بن حسين الحلاج المتصوف الذي عاش في منتصف القرن الثالث للهجرة.
تتكون المسرحية من فصلين سماهما عبد الصبور أجزاء. 
الجزء الأول: «الكلمة» 
والجزء الثاني:«الموت»
وتعد هذه المسرحية حتى الآن أروع مسرحية شعرية عرفها العالم العربي، وهي ذات أبعاد سياسية إذ تدرس العلاقة بين السلطة المتحالفة مع الدين والمعارضة كما تطرقت لمحنة العقل وأدرجها النقاد في مدرسة المسرح الذهني ورغم ذلك لم يسقط صلاح عبد الصبور الجانب الشعري فجاءت المسرحية مزدانة بالصور الشعرية ثرية بالموسيقى.
أهم ما ميز هذه المسرحية التي نشرت عام 1966 هي نبوئتها بهزيمة 67 إذ مثلت صوتا خارجا عن السرب في مرحلة كان فيها الأدب العربي يعيش أحلامه القومية مع المد الناصري وكانت الرموز السائدة هي تموز وأساطير البعث الفرعونية والفينيقية والبابلية، فكان عبد الصبور الوجه الآخر من هذه الموجة الثقافية من خلال شخصية الحلاج.

## اقتباسات من المسرحية
- وماذا يفعل الإنسان إن جافاهُ مولاه؟

يضيقُ الكون في عينيه، يفقد ألفة الأشياء
تصير الشمس في عينيه أذرعة من النيران
يلقى ثقلها المشاء
- ما الفقر؟

ليس الفقر هو الجوع إلى المأكل أو العرى إلى الكسوة
الفقر هو القهر
الفقر هو استخدام الفقر لاذلال الروح
الفقر هو استغلال الفقر لقتل الحب وزرع البغضاء
- ما الفقر؟

ليس الفقر هو الجوع إلى المأكل أو العرى إلى الكسوة
الفقر هو القهر
الفقر هو استخدام الفقر لاذلال الروح
الفقر هو استغلال الفقر لقتل الحب وزرع البغضاء

## وصلات خارجية
- مسرحية مأساة الحلاج كاملة على اليوتيوب
- صفحة مسرحية مأساة الحلاج على موقع أبجد